# Aleksej Rubcov
Aleksej Vjačeslanovič Rubcov (in russo Алексей Вячеславович Рубцов?; Mosca, 5 agosto 1988) è un arrampicatore russo.
Pratica le competizioni di boulder, l'arrampicata in falesia e il bouldering.

## Biografia
Ha iniziato l'attività agonistica partecipando al campionato nazionale russo nel 2006 e 2007. Dal 2008 ha preso parte alla Coppa del mondo boulder di arrampicata. L'anno successivo ha vinto come outsider il Campionato del mondo di arrampicata 2009 a Qinghai.

## Palmarès

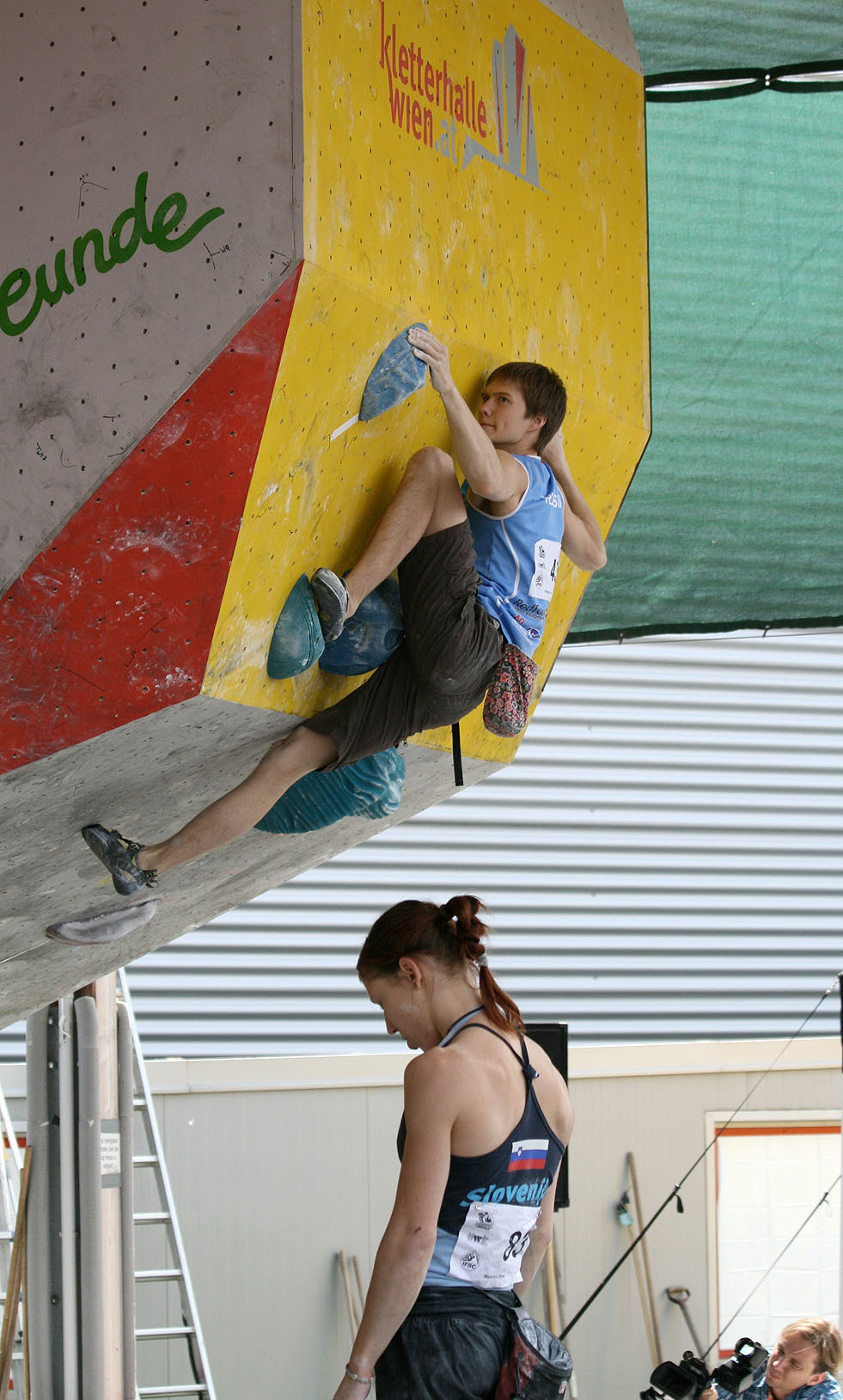
Alexey a Vienna nella seconda prova della Coppa del mondo boulder 2010

### Coppa del mondo
|         | 2008 | 2009 | 2010 | 2011 | 2012 |
| ------- | ---- | ---- | ---- | ---- | ---- |
| Boulder | 41   | 33   | 8    | 5    | 14   |

### Campionato del mondo
|         | 2009 | 2011 | 2012 |
| ------- | ---- | ---- | ---- |
| Boulder | 1    | 29   | 45   |

## Falesia
Ha scalato fino al 9a lavorato e l'8a+ a vista.
- 9a/5.14d:
  - Los Inconformistas - Rodellar (ESP) - 3 giugno 2012[2]

## Boulder
Ha scalato due boulder di 8B+.
Ha vinto il Melloblocco 2012 (pari merito) e si è classificato terzo nell'edizione 2009.